# Monte Hassel
Il Monte Hassel (in lingua inglese: Mount Hassel) è una montagna antartica, alta 2.390 m, che rappresenta la sommità più nordorientale del massiccio situato alla testa del Ghiacciaio Amundsen, nei Monti della Regina Maud, in Antartide.   
Nel novembre 1911, un gruppo di picchi montuosi in quest'area fu osservato e grossolanamente posizionato dal gruppo sud della spedizione antartica guidata dall'esploratore polare norvegese Roald Amundsen. Uno di questi picchi fu denominato da Amundsen in onore di Sverre Hassel (1876–1928), che insieme ad Amundsen e a altri tre membri del gruppo, furono i primi uomini a raggiungere il Polo Sud il 14 dicembre 1912.
Il picco fu poi mappato dall'United States Geological Survey sulla base di foto aeree scattate dalla U.S. Navy nel periodo 1960-64. Per garantire la continuità storica e per onorare l'esplorazione norvegese in quest'area, l'Advisory Committee on Antarctic Names (US-ACAN) ha selezionato questo picco per essere denominato Monte Hassel. Altri picchi del massiccio sono stati denominati in onore degli altri membri del gruppo sud della spedizione antartica d Amundsen.